# ارزن باتلاقی (سرده)
ارزن باتلاقی، چمن پایابی (نام علمی: Paspalum) نام یک سرده از تیره گندمیان است.